# سروك (مقاطعة فسا)
سروك (بالفارسية: سروک) هي قرية تقع في قسم ششده الريفي في إيران. يقدر عدد سكانها بـ 441 نسمة بحسب إحصاء 2016.